# Biblioburro

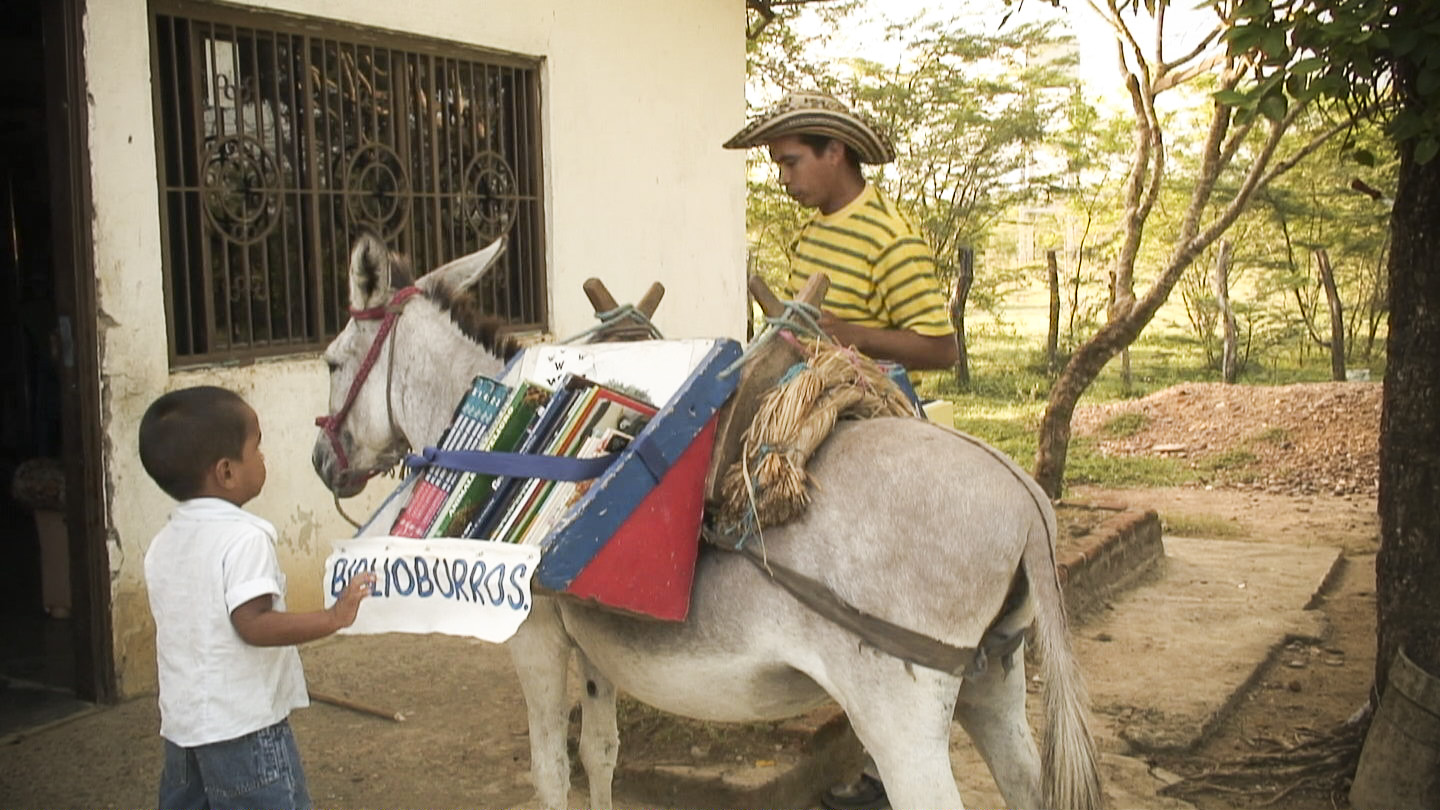
Luis Soriano (al centro) con uno dei suoi asini.

Il Biblioburro è una biblioteca itinerante che distribuisce libri sul dorso di due asini, Alfa e Beto, (in spagnolo burro significa asino).

## Origine
Quest'attività è stata creata a La Gloria, in Colombia, da Luis Soriano, soprannominato dai locali el profesor.
Soriano rimase affascinato dalla lettura fin dalla più tenera età e si diplomò grazie a un professore di letteratura spagnola che faceva visita al villaggio un paio di volte al mese come insegnante di scuola elementare.
L'idea gli venne osservando il potere che aveva avuto la lettura nella sua personale esperienza e nella trasformazione degli studenti. Iniziò alla fine degli anni novanta, viaggiando all'interno delle comunità della Colombia caraibica con una biblioteca itinerante di 70 libri.

## L'iniziativa
Soriano scrisse a Juan Gossaín, dopo averlo ascoltato leggere brani tratti dal suo romanzo La Balada de María Abdala a un programma radiofonico, chiedendo una copia del romanzo da distribuire attraverso il Biblioburro.
In risposta Soriano ricevette una valanga di donazioni di libri da parte del pubblico di quel programma. Nel 2008 la collezione di libri è arrivata a 4 800 volumi. La costruzione di una piccola biblioteca, finanziata da una società locale, è rimasta a metà a causa della mancanza di fondi per completare il progetto. Soriano ha anche ricevuto finanziamenti per il suo progetto dal direttore di una biblioteca pubblica di Santa Marta (che dista 290 km) che gli ha fatto un contratto come dipendente di sezione distaccata per poter condividere con lui parte dei 7 000 dollari annuali del bilancio.
I libri d'avventura per bambini sono rimasti i libri più popolari distribuiti dal Biblioburro, ma ci sono anche romanzi, testi medici e racconti, come Anaconda di Horacio Quiroga, enciclopedie, ed anche il dizionario della Real Academia Española (RAE). Alcuni libri sono andati perduti, come il caso di una copia di Brida di Paulo Coelho, preso da alcuni banditi, quando questi si resero conto che non c'era denaro da rubare.

## Successo
Il documentarista colombiano Carlos Rendón Zipagauta sta lavorando a un film che racconta la storia di Soriano e del Biblioburro.